# Jussara (genre)
Pour les articles homonymes, voir Jussara.
Genre
Jussara est un genre d'opilions eupnois de la famille des Sclerosomatidae.

## Distribution
Les espèces de ce genre sont endémiques du Brésil.

## Liste des espèces
Selon World Catalogue of Opiliones (11/05/2021) :
- Jussara albiarcuata Kury & Tourinho-Davis, 2003
- Jussara argentata (Roewer, 1953)
- Jussara atra (Roewer, 1910)
- Jussara aurantiaca Kury & Tourinho-Davis, 2003
- Jussara aureopunctata (Roewer, 1953)
- Jussara avati Kury & Tourinho-Davis, 2003
- Jussara flamengo Kury & Tourinho-Davis, 2003
- Jussara lineata (Roewer, 1953)
- Jussara luteovariata (Mello-Leitão, 1932)
- Jussara marmorata (Mello-Leitão, 1935)
- Jussara obesa Mello-Leitão, 1935
- Jussara quadrimaculata (Roewer, 1953)
- Jussara rosea (Mello-Leitão, 1940)
- Jussara taeniata Kury & Tourinho-Davis, 2003
- Jussara una Kury & Tourinho-Davis, 2003

## Publication originale
- Mello-Leitão, 1935 : « A propósito de alguns opiliões novos. » Memórias do Instituto Butantan, vol. 9, p. 369–411.